# Conjunt funerari família Sentias
Conjunt funerari família Sentias és una obra noucentista de Sant Martí de Centelles (Osona) inclosa a l'Inventari del patrimoni arquitectònic de Catalunya.

## Descripció
Conjunt format per uN recinte rectangular de 2,5 x 3 m, tancat per una barana de ferro i amb pilars de pedra als angles, acabats amb una decoració vegetal. Al centre hi ha una creu imitant un tronc, situada dalt d'un pedestal i amb una flor a l'encreuament dels braços. Al centre i encastat a terra hi ha un llibre obert amb una flor de neu, un pensament i una inscripció. També hi ha una làpida de forma semicircular que es troba segurament fora del seu lloc d'origen. La inscripció diu: "A la buena família Sentias y Oller. Distrito de somaten de San Martin de Centellas parròquia de Balenyà St. Martin 1942. Restos de Fco Sentias Ollé Cabo".

## Història
Situat a l'antiga parròquia de Sant Pere de Valldaneu, que en un principi estigué vinculada a la parròquia de Sant Martí del Congost, però al segle xi ja es troba documentada com a parròquia. El topònim deriva de Vila Danielis, documentada al segle xi.
Les funcions de la parròquia han minvat perquè la població s'ha concentrat més a la part baixa del nucli, vers l'estació.
Donada la documentació i fonts del municipi, tres membres de la família Sentias varen ser assassinats durant la guerra civil de 1936, pel comitè de milícies antifeixistes de Sant Feliu de Codines.